# Jerusalimowo
Jerusalimowo (bułg. Йерусалимово) – wieś w południowej Bułgarii, obwodzie Chaskowo, w gminie Lubimec.